# ناجي جاسم
ناجي جاسم، لاعب كرة قدم كويتي سابق.و قد كان يلعب مع نادي القادسية الكويتي، وقد توج هدافا لكأس الأمير 1982/1983 برصيد 3 أهداف.